# Breakdance (attractie)
Een breakdance is een kermisattractie die ook in pretparken terug te vinden is. In karretjes worden bezoekers van de attractie in grote vaart om elkaar heen gedraaid. Sinds de introductie van de breakdance in 1985 is hij erg populair op kermissen. Een kleiner aantal staat in pretparken. De attractie werd ontworpen door het Duitse bedrijf HUSS Park Attractions en is een doorontwikkeling van de Calypso, die in de jaren 60 en 70 erg populair was. Een opvallend aspect bij de breakdance is vaak het grote gebruik van gekleurde lampen, die de attractie in de avonden fel verlichten.

## Werking
Er bestaan veel verschillende versies van de breakdance. In alle versies staan er op een vrij bolle, grotere basis verschillende onafhankelijk bewegende kruisen op één groot rond platform, die oploopt of afloopt. Op elk kruis staan een viertal wagentjes voor twee personen. De wagens kunnen ook weer onafhankelijk van elkaar bewegen, door middel van middelpuntzoekende kracht. Voorheen was er een centraal stuurwiel per gondel aangebracht waarbij men de gondel kon sturen. Het was mogelijk om in tegengestelde draairichting te geraken met daarbij een hoge snelheid. Uit veiligheidsoverwegingen is dit stuur later verwijderd.

## Typen
Er zijn vier verschillende typen breakdancers gebouwd:
- Breakdance no. 1 - De attractie bestaat uit een vlakke draaischijf van ca. 20 m doorsnede waarop 4 kruisen met ieder 4 gondels zijn bevestigd. De gehele schijf staat onder een kleine hoek van 7,5 graden. De attractie is voorzien van een achterwand. Van dit type zijn de meeste exemplaren gebouwd.
- Breakdance no. 2 - In feite is dit een grote variant van de Breakdance no. 1. De draaischijf heeft een doorsnede van ca. 25 m met daarop 6 kruisen met ieder 4 gondels. Hiervan zijn er slechts 5 gebouwd waarvan eentje is afgezegd en gebruikt voor onderdelen.
- Breakdance no. 3 - Dit is een compacte versie zonder achterwand. De schijf heeft bij dit type een doorsnede van 17,5 m en loopt naar het midden toe op waardoor deze enigszins op een piramide lijkt. Ook deze versie heeft 4 kruisen met ieder 4 gondels. Dit type is veelal op de Nederlandse kermissen te vinden.
- Rodeo - Dit is een kleinere variant alleen bedoeld voor pretparken. De attractie heeft geen draaischijf, maar de kruisen zijn direct met de middenton verbonden door middel van lange armen. Ook staat de attractie niet onder kleine hoek en telt de attractie 3 kruizen met ieder 4 gondels.

## Naam
De naam "breakdance" is waarschijnlijk afkomstig van de gelijknamige dansstijl breakdance. Deze is hieraan verbonden omdat de snelle draaiende karretjes bewegingen van breakdance-dansers suggereren. Deze link is dikwijls goed terug te zien in de aankleding van de attractie, waarbij vaak dansende en zingende mensen op de panelen achter de attractie zijn geschilderd. Verder bestaat de vloer vaak uit een dansvloer met oplichtende tegels. Ook wordt bij de attractie vaak harde breakdance-muziek gedraaid. Daarnaast is de attractie vaak voorzien van felle discolichten en/of een stroboscoop. Dit geeft in het donker vaak een disco-achtige aanblik.

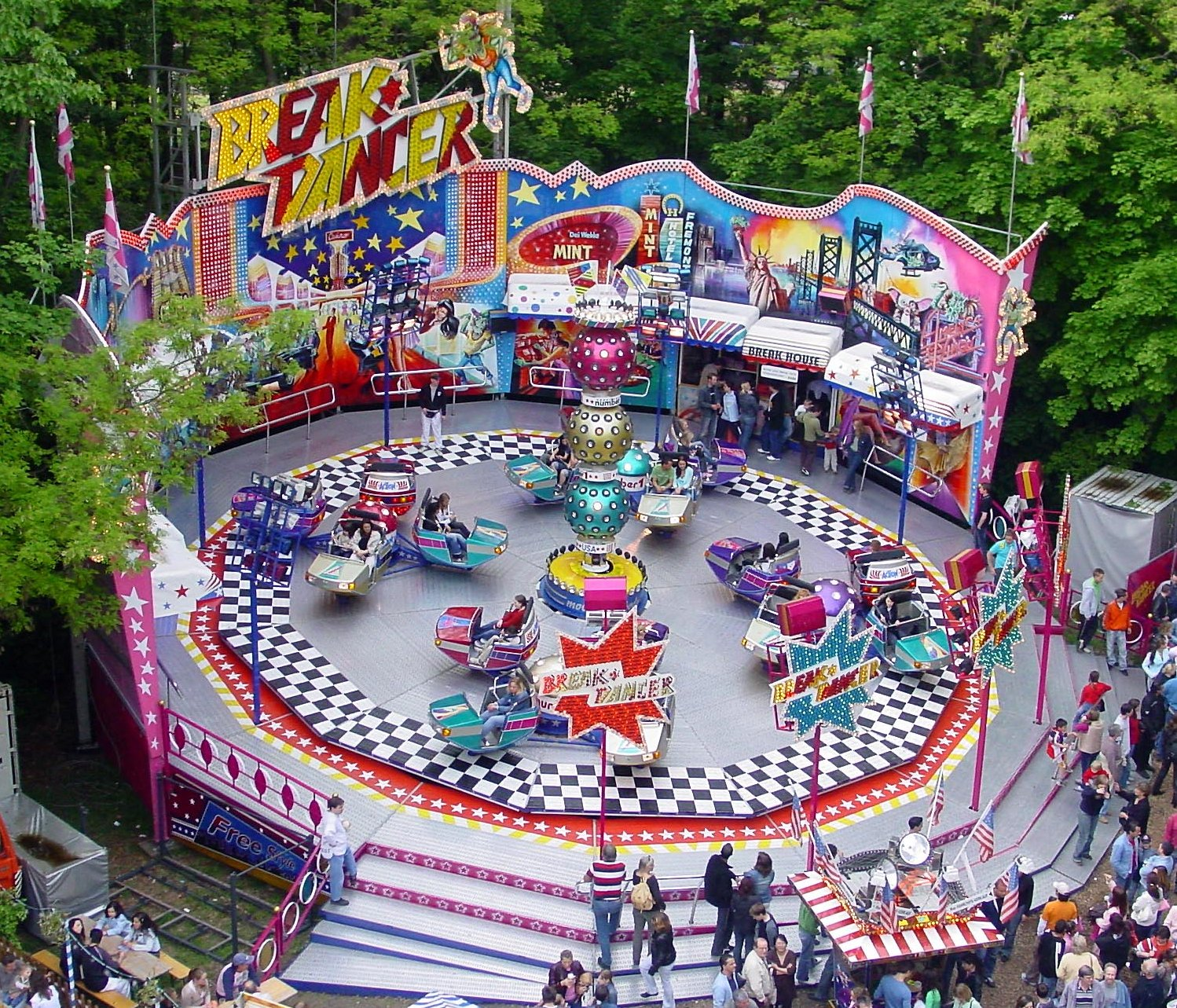
Break Dancer, een Breakdance no. 1 van de Duitse firma HUSS

### Andere namen
Vanwege de grote populariteit van de attracties besloten ook andere bedrijven de breakdance-attractie te gaan maken. HUSS was eigenaar van het concept, en zo moesten de verschillende bedrijven hun ontwerp dusdanig aanpassen dat deze niet te veel op de officiële breakdance leek. In de praktijk zijn er echter erg veel overeenkomsten te zien, en kunnen de attracties gezien worden als lichte variaties op het eerste model. Ook de namen moesten worden aangepast.
Veel voorkomende namen zijn:
- Blade Runner, van Safeco
- Break Dance, van HUSS
- Crazy Dance of New Crazy Dance, van Sobema
- Magic Dance, van Top Fun
- Star Dancer, van Nauta Bussink
- Action Dance, van ARM Rides